# Pinswang
Pinswang je obec v Rakousku ve spolkové zemi Tyrolsko v okrese Reutte.
Žije zde 414 obyvatel (1. 1. 2011).